# 海事史
海事史是人类与海洋互动以及海上活动的歷史，海事史也是一门学科，有許多學者從事這方面的研究，而且研究海洋史本身所要用到的知識就涉及多個学科， 例如至少涉及渔业、捕鯨、国际海事法、海战、輪船史、船舶设计、造船、航海史以及各种与海洋有关的科学（海洋学、地图学、水文地理学）史。